# 庫瓦庫瓦
庫瓦庫瓦 （QwaQwa） 是南非在種族隔離時期建立的一個班圖斯坦，以安置南蘇托人之用。位於今日自由邦，面積僅655平方公里，首府普塔代哈巴。1974年11月1日宣佈「自治」。1994年重返南非。